# جون ستيفان
جون ستيفان (بالإنجليزية: John Stephan)‏ هو رسام أمريكي، ولد في 29 ديسمبر 1906 في شيكاغو في الولايات المتحدة، وتوفي في 1 يوليو 1995.